# Антон Йозеф фон Тун и Хоенщайн
Антон (Антонин) де Падуа Йозеф Адалберт фон Тун и Хоенщайн (на немски: Anton (Antonín) de Padua Joseph Adalbert Graf von Thun und Hohenstein; * 16 декември 1754, Прага; † 2 април 1840, Роншперг/Побозовице, окръг Домажлице, Чехия) е граф от род Тун и Хоенщайн в Тирол.

## Произход
Той е вторият син на австрийския граф Йозеф фон Тун-Хоенщайн (1711 – 1788) и втората му съпруга графиня Мария Елизабет Колонитц де Колеград (1732 – 1754), дъщеря на барон дъщеря на граф Ласзло Колонитц фон Колеград (1705 – 1780) и графиня Мария Елеонора Колонитц фон Колеград (1711 – 1759). Внук е на граф Йохан Франц Йозеф фон Тун-Хоенщайн (1686 – 1720) и графиня Мария Филипина Йозефа фон Харах цу Рорау и Танхаузен (1693 – 1763).
Майка му умира на 18 декември 1754 г. в Прага, два дена след раждането му. Баща му се жени трети път на 11 януари 1756 г. в Прага за Мария Анна фон Вилденщайн-Вилдбах (1734 – 1766) и четвърти път на 18 февруари 1767 г. в Прага за Елизабет Хенигер фон Еберг (1729 – 1800).
Брат е на граф Ладислаус Йозеф фон Тун и Хоенщайн (1752 – 1788). От първия брак на баща му с графиня Мария Кристиана фон Хоенцолерн-Хехинген (1715 – 1749), той е полубрат на четири сестри и шест братя, между тях граф Леополд Леонхард фон Тун-Хоенщайн (1748 – 1846), 73. епископ на Пасау (1796 – 1826).

## Фамилия
Антон Йозеф се жени на 8 февруари 1789 г. в Прага за графиня Мария Терезия Вратизлавова з Митровиц (* 9 март 1766, Прчице; † 21 януари 1851, Прага), дъщеря на граф Йохан Непомук Вратислав з Митровиц и Шонфелд (1730 – 1813) и фрайин Мария Йохана Анна фом Маловец фон Маловиц у Козор (1732 – 1799). Те имат 5 деца:
- Елизабет (* 5 май 1791; † 29 ноември 1876), омъжена на 1 февруари 1810 г. за граф Карел Кински з Вчиниц а Тетова (* 28 юли 1766; † 4 септември 1831)
- Йохана Непомуцена (* 12 март 1792, Прага; † 23 септември 1849, Репин), манастирска дама в „Мария Шул“ в Брно (Брюн)
- Мария Франциска (* 21 август 1793, Прага; † 20 януари 1861, Неуперщайн), омъжена на 14 май 1817 г. в Прага за граф Кристиан Винценц Ернст фон Валдщайн-Вартенберг (* 2 януари 1794; Прага; † 24 декември 1858, Прага)
- Франциска Романа (* 26 януари 1796, Прага; † 14 октомври 1883, Прага), омъжена на 10 септември 1816 г. в Прага за граф Йозеф Матиас фон Тун-Хоенщайн (* 24 февруари 1794, Прага; † 24 септември 1868, Залцбург)
- Леополд Леонхард Раймунд Йозеф Йохан Непомук Феликс Антон (* 15 ноември 1797, Прага; † 10 април 1877, Прага), женен I. на 17 април 1825 г. в Прага за фрайин Йозефина Младотова зе Солописк (* 28 април 1804, Прага; † 28 юни 1827, Прага), II. на 6 септември 1829 г. в Прага за фрайин Алжбета Младотова зе Солописк (* 10 април 1805, Прага; † 17 януари 1876, Прага); има общо 8 деца
- Йохан Ернст (* 12 май 1799, Пасау; † 5 януари 1827, Обиц), женен на 13 юни 1824 г. в Прага за фрайин Мария Младотова зе Солописк (* 24 март 1803, Прага; † 5 август 1880, Зьолхайм при Залцбург); имат двама сина